# Gudrun Penndorf
Gudrun Penndorf (* 11. Juni 1938 in Ludwigshafen am Rhein) ist eine deutsche Romanistin und Übersetzerin. Sie wurde als Übersetzerin der Asterix-Bände 1 bis 29 bekannt, außerdem übertrug sie zahlreiche Lucky-Luke-Hefte und fast zweihundert Lustige Taschenbücher ins Deutsche.

## Leben
Gudrun Penndorf absolvierte eine Übersetzer- und Dolmetscherausbildung für Französisch und Italienisch in den Fachgebieten Wirtschaft und Recht am heutigen Institut für Übersetzen und Dolmetschen (IÜD) der Universität Heidelberg sowie am Sprachen- und Dolmetscher-Institut (SDI) München. Sie arbeitete unter anderem beim Langenscheidt-Verlag und als Gerichtsdolmetscherin. Mit 40 Jahren begann sie, an der Ludwig-Maximilians-Universität München Allgemeine und Romanische Sprachwissenschaften zu studieren, und schloss das Studium mit dem Magister (M.A.) ab. Von 1967 bis 1993 arbeitete sie als freiberufliche Übersetzerin. Später nahm sie auch an einem Projekt zur Integration von Migrantinnen teil.
Den Auftrag zur Übersetzung von Asterix bekam sie, als sie bei Ehapa als Übersetzerin von Disneys Lustigen Taschenbüchern arbeitete. Nachdem Rolf Kauka aus den ersten Asterix-Bänden die Abenteuer der Germanen Siggi und Babarras gemacht hatte, wurde ihm der Lizenzvertrag entzogen, der an Ehapa überging.
Dort übersetzte Penndorf unter der Gesamtleitung von Adolf Kabatek die ersten 29 Bände der Reihe. Dabei waren ihre Übersetzungen die Grundlage für die deutsche Textbearbeitung, die Penndorf gemeinsam mit Kabatek vornahm und die originelle Lösungen hervorbrachte; so wurde aus dem französischen „Ils sont fous, ces Romains“ das sprichwörtliche „Die spinnen, die Römer“, was zuvor mit „Uiii, die Römer sind doof“ übersetzt worden war. Die Welt urteilt: „Zum deutschen Erfolg von Asterix und zur Bereicherung der deutschen Sprache trug sie mindestens genauso viel bei wie die legendäre Erika Fuchs bei Donald Duck. Nur ist Penndorfs Leistung bisher noch nicht annähernd so breit gewürdigt worden.“
Sie war „viele Jahre“ als Lehrbeauftragte für Französisch und Wirtschaftsfranzösisch am Institut für Romanische Philologie der Ludwig-Maximilians-Universität München tätig. 2021 wurde sie mit dem deutschen Jugendliteraturpreis ausgezeichnet.

## Auszeichnungen
- 2020: Bundesverdienstkreuz am Bande[9]
- 2021: Deutscher Jugendliteraturpreis in der Kategorie Sonderpreis Gesamtwerk Übersetzung
- 2023: Preis für das Lebenswerk des Münchner Comicpreises PENG!, verliehen im Rahmen des Comicfestivals München[10]